# Begraafplaats van Waha
De Begraafplaats van Waha (Marloie) is een gemeentelijke begraafplaats in het Belgische gehucht Marloie dat deel uitmaakt van Waha, een deelgemeente van Marche-en-Famenne. Ze ligt langs de Chemin de Malinchamps op 330 m ten oosten van het dorpscentrum (Église Saint-Isidore). De begraafplaats is heeft een min of meer rechthoekig grondplan en is omgeven door een natuurstenen muur. De toegang bestaat uit een dubbel traliehek tussen natuurstenen zuilen.  

## Brits oorlogsgraf
Links van het middenpad ligt het graf van de Britse korporaal Kenneth William Lea. Hij maakte deel uit van het Royal Engineers, 591 Parachute Sqn. en sneuvelde op 9 januari 1945.
Zijn graf wordt onderhouden door de Commonwealth War Graves Commission en staat er geregistreerd onder Waha (Marloie) Communal Cemetery.